# Università di Monastir
L'Università di Monastir (in arabo جامعة المنستير‎?) è un'università pubblica sita a Monastir, in Tunisia. È stata fondata nel 2004 ed è composta da sei facoltà.

## Organizzazione
L'università è organizzata nelle seguenti facoltà:
- Economia e management
- Farmacia
- Medicina
- Medicina dentale
- Scienze